# Арчинци
Арчини (рус. Арчинцы, енгл. Archis) су народ који живи у сјеверним државама, а највећи број њих тренутно живи у Севернокавкаском федералном округу, у јужном Дагестану, који је иначе највећа руска република на сјеверном Кавказу.

## Подручје и језик
Арчинци су нахско-дагестански народ који је насељен у јужном Дагестану у Русији. Они говоре арчинским језиком, који припада лезгинској групи североисточнокавкаских (нахско-дагестанских) језика. Њихово станиште је на око 2.000 метара надморске висине у басену реке Кара-Којсу (рус. Каракойсу) на Кавказу. Постоји осам арчинских села. Матично село Арчиб и још седам села која су населили досељеници из Арчиба. Село Арчиб се протеже дуж падине од југоисточне до сјеверозападне стране. То је типично планинско село са збијеним кућама и уским улицама. Сем матичног села Арчиб, арчинска села нису била стално настањена до 1930. година. Оштра планинска клима не чини њихов живот лакшим. Почетак зиме обично је у октобру, а љети су и обилне кишни. Постоје брзе планинске реке и бујни пашњаци, а шуме уопште нема. Исти услови су карактеристични за сусједна подручја, насељена Аварима на сјевероистоку, Лакцима на истоку и Рутулцима на југу, преко планине Дјултидаг (рус. Дюльтыдаг). У претходном вјеку комуникација је била могућа само са Аварима и Лакцима.

## Популација
Као и у случају Абазина, подаци о кретању броја Арчинаца постоје тек од 19. вијека:
| Година | Број становништва |
| ------ | ----------------- |
| 1866.  | 592               |
| 1886.  | 804               |
| 1917.  | 863               |
| 1926.  | 854               |
| 1960.  | 700               |

Од пописа из 1959. године, Арчинци се сматрају Аварима. На основу података може се закључити да је број Арчина констатан још од пописа из 1917. године упркос суочавању са свим политичким и економским промјенама. Упркос предвиђањима етнографа Д. Бутајева, из 1930. године, да ће Арчинце ускоро асимиловати Авари, може се рећи да су задржали свој национални идентитет.

## Језик
Академско проучавање Арчина започело је у другој половини 19. вијека. Главни акценат истраживања је стављен на лингвистичке студије. (П. Услар, А. Дир, Р. Еркерт), док су антрополошка и етнографска истраживања започела 1930-их и 1950-их (П. Свидерски, А. Гаџиев, Е. Шилинг, А. Сергејева).
Генетска класификација арчинског језика је била тема контроверзе. Према неким научницима (Услар) арчински треба сматрати варијантом аварског, али по мишљењу других (Еркерт) ближи је лакском. Арчински је такође сматран посебним језиком који се налази негдје између аварског и лакског. Италијански лингвиста, Тромбети, сместио је арчински језик у аваро-андо-дидојску групу, али данас је најраспрострањеније мишљење совјетског учењака Е. Бокарева, који арчински сматра делом лезгинско-самурске групе нахско-дагестанских језика.
Антрополошки гледано Арчинци припадају балканско-кавкаској подраси. Типолошки леже негде између кавкаског (Лакци, Авари) и каспијског (Лезгини) типа. Карактерише их изузетно закривљен нос, шире од просечног лица, високо чело, тамне очи и коса и релативно низак раст (најнижи људи у Дагестану).
Арчини немају писани језик па из тог разлога користе аварски језик.

## Религија
Арчини су муслимани сунити. Према вјеровању, Арчини су заједно са Лакцима прихватили ислам прије 10. вијека. Пре тога су били хришћани - што доказује постојање хришћанских надгробних споменика на гробљу Арчина.
Није познато много о историји Арчина. Недостају археолошки подаци, као и било какво спомињање у древним изворима. Према А. Комарову, Арчини себе сматрају засебним племеном, које је некада било прилично бројно. Није немогуће да су потомци једног древног дагестанског племена које се, из непознатих разлога, нашло у неком тренутку у изолацији. Ову хипотезу поткрепљују и лингвистички и антрополошки подаци.
Први писани помен Арчинаца се јавља у хроници Ширвана Мохамеда Рафија (крај 13. - 14. вијека) гдје су Арчини наведени као једна од дагестанских заједница која је плаћала порез. Послије 17. вијека Арчинци су били потчињени владарима лакског Казикумухског каната. Крајем 18. и у првој половини 19. вијека стално су били ангажовани у оружаним борбама. Они су учествовали и у Кавкаским ратовима и Муридском устанку имама Шамила. Русија је 1860-их и 1870-их учврстила своју власт над Арчинцима, што је стабилизовало ситуацију.

## Економија
Арчини су одувјек у великој мјери зависила од околине. Планински пејзаж и оскудица обрадивих површина били су повољни само за сезонско узгајање стоке. Узгајана су велика стада оваца, а домаћинства су обично имала и мањи број крава и коња. Зими су животиње остајале близу села или у шупама, док су током љета пасле на планинским пашњацима.
Узгој оваца је искључиво окупација мушкараца, жене су биле одговорне за обраду земље и водиле рачуна о говедима. Оранице су биле оскудне и технологија за њихово обрађивање на примитивном нивоу. Од производа су се истицали пшеница и јечам. Хортикултура није била практикована. Жетвени приноси су били довољни за шест или седам месеци, након чега је жито куповано на тржишту. Капиталистичка економија и диференцијација материјала тек су почели да се развијају на почетку 20. века.

## Совјетски период
Пре совјетизације, арчинско друштво заснивало се на сеоској заједници на челу са сеоским старјешином (бегаоулом), кога је бирала сеоска скупштина (џамат). Скупштине су бирале и сеоске судије (карте) и помоћне сеоске старјешине (чаушеи). Локални клерик (кади) био је задужен за питање насљеђа и породична питања. Породице Арчина биле су строго ендогамне, а брак између рођака је био широко распрострањен. Ово је у великој мјери условљено територијалном и језичком изолацијом. Брак је склапан у раном добу: за дјечаке пожељно чим су имали право да носе бодеж, тј. у доби од 15 година, док су дјевојчице стицали право на брак у старости од 12 до 14 година.
Иако је Дагестанска аутономна република проглашена 1921. године, совјетска владавина је споро успостављана и њено присуство није заиста било осјетно све до краја другог свјетског рата. Један од разлога за то је несумњиво територијална изолација. До 1938. године планинске стазе биле су једина веза са остатком света. Поред тога постојала је и језичка баријера. Прво су марксистичко-лењинистичка теорија и принципи колективизације усађени у свест Авара, па је затим пажња усмерена на Арчинце.

### Реформе
Међутим, 1930-их Совјети су спровели низ напредних мера: спроведена је административна реформа, почела је велика изградња путева и почела је колективизација. Прве арчинске задруге су створене 1928. године, а 1935. године основана је и прва колективна фарма. Према статуту колективне фарме, одређени дио земље и стоке остали су као приватна својина. Као резултат тога, сваки појединац (породица) се бринуо само о својој фарми. Међутим, 1939. године, право на приватну имовину је поништено и до 1940. године спроведена је колективизација. Током 1960. година завршени су и путеви који су прекинули период изолације. Ово је ефективно завршило територијалну изолацију и отворило пут многим промјенама. Неке од значајнијих промјена су се десиле у друштвеној сфери. Административне функције пренете су са сеоске скупштине на новоформирани сеоски совјет и локалну партијску организацију. Улога ендогамије се смањила - иако до данас родитељи дјевојке у годинама за удају сматрају правилним да се распитују о плановима било којег неожењеног рођака пре него што удају дјевојчицу за неког другог. Појавио се потпуно нови феномен: феномен мешовитих бракова. Миграција је такође порасла (1965. године 60 арчинских породица живело је изван традиционалне арчинске територије).

### Школство
До 19. вјека Арчини су се школовали у школама при џамијама. Школовање је било на арапском језику под утицајем ислама. Неколико познатих имена у арапској култури заправо воде порекло од Арчинаца: на пример, арабиста из 18. века Казакилов, који је такође био математичар, астролог и путописац. Године 1930. први пут је отворена секуларна основна школа у Арчибу. Чак и у њој, образовање није било на матерњем језику ученика, већ на аварском језику. Стварање писане верзије језика сматрало се непотребним, јер су Арчинци били толико малобројни да се мислило да ће их ускоро асимиловати други бројнији народи. Године 1965. постојале су двије школе - основна школа и осмогодишња школа. У периоду од 1965. до 1966. године школе прелазе на одржавање наставе на руском језику. Иако је језик образовања био страни језик, локални језик (арчински) се говорио ван просторија школа.
Интересантно за овај народ је и то да је постојала оштра контрадикција између старог и новог менталитета. Поштовање обичајног права и вјерска увјерења и предрасуде су били изражени код старијих мушкараца. Они су дефинисали јавно мњење. Ниједна промјена није била видљива у њиховом односу према женском полу. Образовање за дјевојчице, изван оног стицаног у сеоским школама, није посматрано са одобравањем. Положај жена у породици је мало побољшан, али то се није десило због сопствене иницијативе жена. Арчинске жене се више држе старих обичаја и традиција од мушкараца. Материјална култура Арчина је слична материјалним културама других кавкаских народа. Разлике су само у детаљима.
Током совјетске владавине, фабрички производи и елементи урбане културе почињу да се мало шире. Већина промена се односи на посуђе и мушку одећу. Преживљавање арчинског друштва највише је угрожено ерозијом њихове територијалне и језичке изолације. Напредна урбана култура показала се као привлачна за Арчине, а велики број њих је емигрирао из својих родних села. Према вјеровањима демографа ако се овај тренд одлазака из села у град настави, арчинске територије ће бити испражњене да би их попунили Авари, који су навикли на тешкоће живота на планинама. То би довело до потпуног губитка језика. Пропагандирање руског и аварског као бољег средства комуникације негативно је утицало на арчински језик.